# 卡萊斯·普吉德蒙
卡萊斯·普吉德蒙·卡薩馬若（發音：[ˈkaɾləs ˌpudʒðəˈmon i ˌkazəməˈʒo] ⓘ；1962年12月29日—），加泰隆尼亞政治家，從政前為記者，曾任加泰隆尼亞政府主席，但其職務自2017年10月27日起因獨立爭議而不受西班牙当局承认。此後其流亡到比利時瓦隆-布拉班特省的滑鐵盧成立流亡政府「共和國委員會」，續任政府主席。

## 生活及從政
普吉德蒙出生於1962年12月29日於赫羅納省的阿梅爾。是沙維爾·普吉德蒙（Xavier Puigdemont）和努丽娅·卡薩馬若（Nuria Casamajó）的兒子，他是有制作糕點傳統的家庭的八個兄弟中的第二個。 雖然他的家人與政治沒有直接的關係，但是他的曾祖父和他的叔叔若塞普·普吉德蒙（Josep Puigdemont，1979-1983）也是阿梅爾的市長。
9岁时，他被送到圣玛丽亚-德尔科莱尔寄宿學校读书。16歲時，他已經是《赫罗纳日报》的記者，撰寫足球報導和其他消息。他在赫羅納大學讀加泰罗尼亚语语文学，他久後離開沒有畢業，去新聞工作。1981年時，他開始為新聞報紙《El Punt》工作，在那裡他最終成為總編輯。他還在《Presència》雜誌上工作。
1988年，他致力於收集國際新聞界關於加泰羅尼亞的資料，促使出版物 《加泰……甚麼？外國傳媒眼中的加泰羅尼亞》在1994年產生。他是加泰羅尼亞新聞聯盟的成員。在1992年巴塞隆納夏季奧林匹克運動會期間，他參加了一個支持加泰羅尼亞民族主義者的組織，因為“加尔松行動”而被拘留。
在20世紀90年代，他前往歐洲，開始將新技術應用於信息，這將轉化為加泰羅尼亞新聞社（ACN）的創立，1999年由自治区政府委託。普吉德蒙指導該機構直到2002年，當時的赫羅納市长卡爾斯·帕拉莫向他提供了赫羅納文化之都館主任的職務。他也是加泰羅尼亞英语雜誌《今日加泰隆尼亞》的創始人。

## 政治生涯

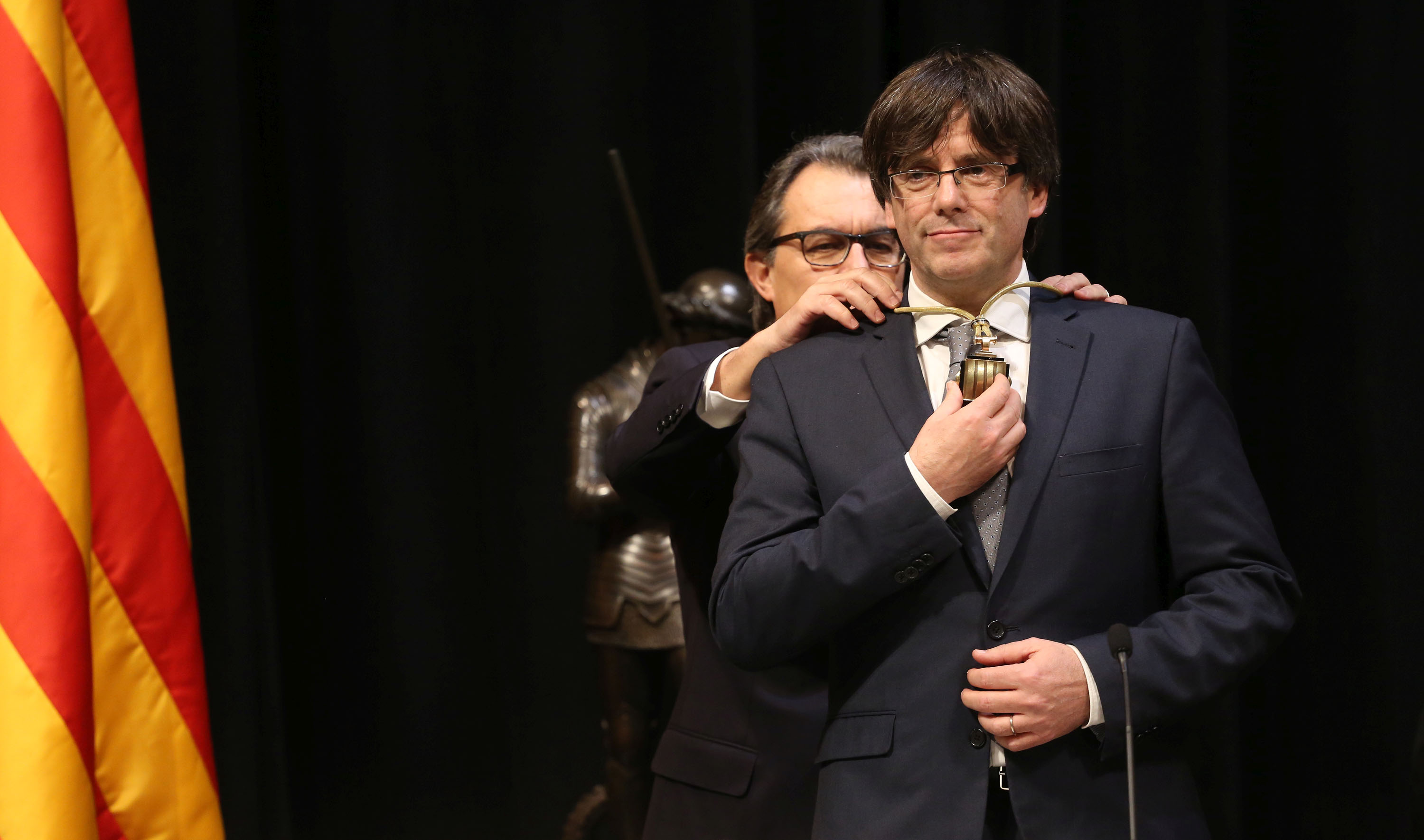
普吉德蒙在前任阿圖爾·馬斯前面，接任主席職務。

他在2006年離開新聞工作充分投入政治，當時统一与联合再次提出要求：參加加泰羅尼亞議會的候選人。 2007年，他在赫罗纳市當選為统一与联合候選人的地方選舉，但他沒有成功並保留反對黨的席位。 然而，在下列地方選舉（2011年）中，他打破了加泰羅尼亞社會主義者黨在赫羅納的32年霸主地位，成為市長。

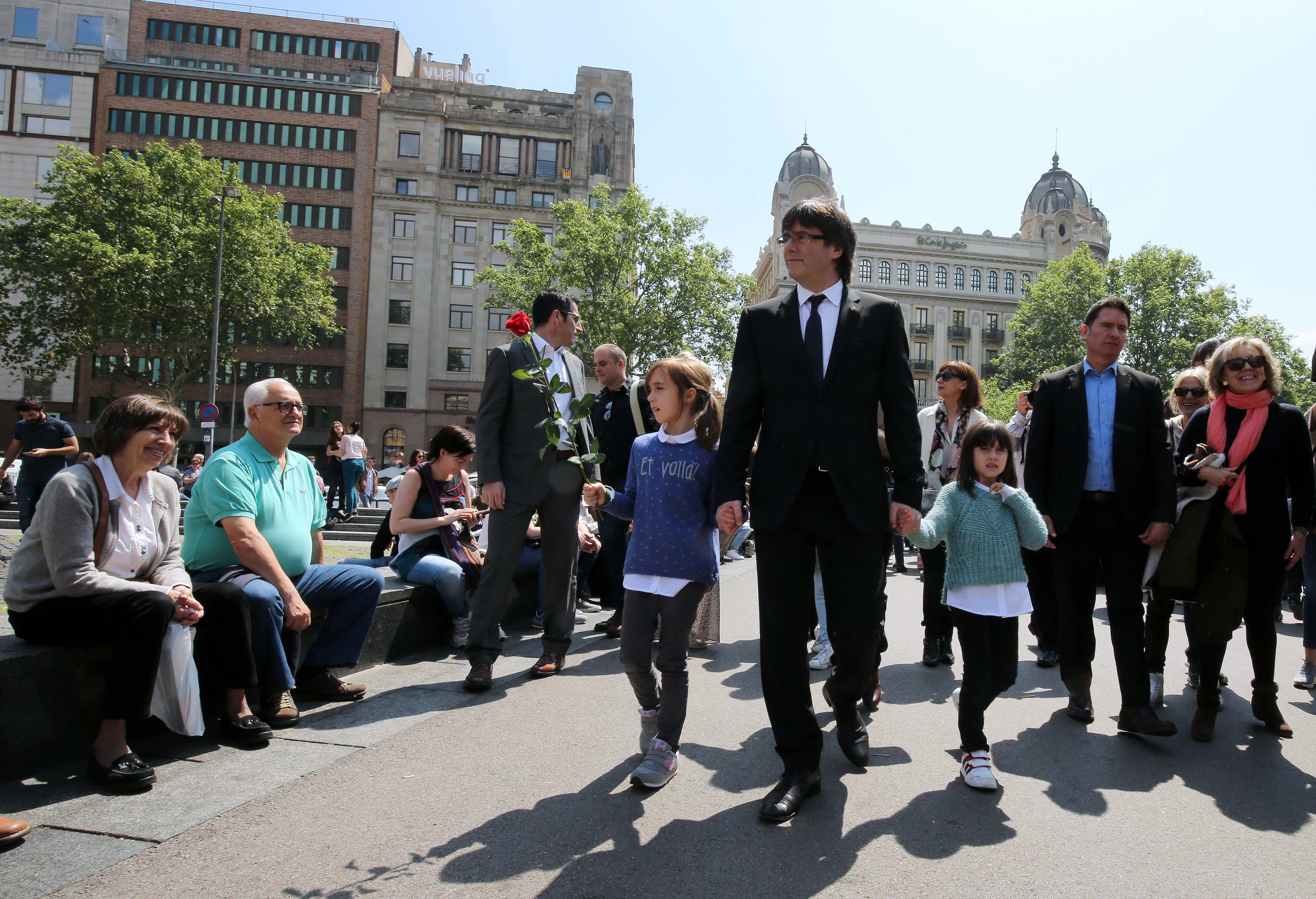
普吉德蒙帶著女兒在圣乔治节期間走過巴塞隆納。

2015年7月，他接替了若塞普·馬里亞·比拉·達巴達爾成為争取独立市长协会主席和為赫罗纳選舉一起說是候選人在加泰羅尼亞議會的選舉(2015年9月27日)。他於2016年1月10日當選為加泰羅尼亞主席，遵循主张加泰隆尼亞獨立的一起說是和人民团结候选人最後一刻的協議。2016年1月11日，他辭去了赫羅納市市長，因為他不能同時擔任主席和市長。他是第一個拒絕對西班牙憲法和現任君主費利佩六世宣誓的加泰隆尼亞自治區主席。

### 加泰隆尼亞危機
2017年10月30日，普吉德蒙等加泰隆尼亞政治領袖前往比利時布魯塞爾，被猜測或會尋求政治庇護、設立流亡政府，避免被西班牙司法部門控煽動叛亂罪，該罪名最高可判囚30年。翌日，普吉德蒙在布魯塞爾召開記者會，表示前往比利時僅為安全著想，無意尋求政治庇護。11月5日，向比利時警察投案，隨後被釋放，但接受一些條件，須將護照交給比利時。眾加泰隆尼亞領袖在滑鐵盧建立了共和國委員會，作為加泰羅尼亞共和國流亡政府。
2018年3月22日，普吉德蒙應邀到芬蘭赫爾辛基出席研討會及與該國議員會面。25日，返回比利時布魯塞爾的途中，從丹麥過境德國時，被德國警方拘留，關押於北部的新明斯特的監獄。4月7日，交保獲釋。
7月12日，德国石荷州最高法院裁定普吉德蒙可被引渡回西班牙，不过引渡条件是其在西班牙只能接受滥用公共资金的指控，而不接受更严重的叛乱指控。对他的引渡还须获得该州总检察院的批准。
7月19日，西班牙最高法院撤销了对其发出的国际逮捕令，使其可以自由的来往各国，但西班牙国内逮捕令仍未撤销，若其返回西班牙仍会被捕。此後普吉德蒙選擇回到比利時，為此，共和國委員會於當地時間7月28日下午4時在總部舉辦了慶祝典禮。
2019年5月26日，他所屬的政黨聯合名單於2019年歐洲議會選舉的西班牙選區以4.58%得票率勝出，他與另一位流亡內閣成員安东尼·科明當選為第9屆歐洲議會直選議員，任期五年。
2019年10月14日，西班牙司法当局重新启动针对普吉德蒙的国际逮捕令。2021年3月，歐盟普通法院撤銷普吉德蒙因歐洲議會議員身分而獲得的司法豁免權，其後於同年9月在義大利被捕，歷時一天被釋放。
2023年11月，西班牙首相桑切斯在尋求留任之際宣佈赦免普吉德蒙。
2024年8月8日，普吉德蒙结束在比利时长达七年的流亡返回西班牙。当天，在巴塞罗那凯旋门发表演讲，宣扬加泰罗尼亚人民族自决理念。演讲结束后，大批警方介入清场，普吉德蒙迅速离开。同日，其对手阵营的萨尔瓦多·伊利亚获加泰罗尼亚议会选为加泰隆尼亞政府主席。

## 私人生活
普吉德蒙於2000年與羅馬尼亞記者玛切拉·托波尔結婚，育有兩女。普吉德蒙會說加泰罗尼亚语、英语、法语、西班牙语和羅馬尼亞語。他熱衷於新媒体和社交網絡。在他的Twitter帳戶（@KRLS （页面存档备份，存于）），他寫了超過1萬9千封推文，有超過75萬8千個追隨者。

## 外部連結
- 官方网站

| 政府职务             | 政府职务                      | 政府职务                   |
| -------------------- | ----------------------------- | -------------------------- |
| 前任者： 安娜·帕甘斯 | 赫罗纳市长 2011－2016         | 繼任者： 阿爾韋特·巴列斯塔 |
| 前任者： 阿圖爾·馬斯 | 加泰隆尼亞政府主席 2016－2017 | 繼任者： 奎姆·托拉         |